# ويليس هارمان
ويليس هارمان (بالإنجليزية: Willis Harman)‏ هو مهندس أمريكي، ولد في 16 أغسطس 1918 في سياتل في الولايات المتحدة، وتوفي في 30 يناير 1997 في ستانفورد في الولايات المتحدة.

## وصلات خارجية
- ويليس هارمان على موقع IMDb (الإنجليزية)